# Paperino e le scatole pensanti
Paperino e le scatole pensanti (The Think Box Bollix) è una storia a fumetti della Walt Disney realizzata dal grande cartoonist Carl Barks, pubblicata sull'albo statunitense Walt Disney's Comics and Stories  numero 141, datato giugno 1952. 
In Italia è stata pubblicata per la prima volta sul numero 47 di Topolino del 25 luglio 1952; in questa prima pubblicazione la storia viene intitolata Paperino e la macchina soffiapensieri: il suo titolo attuale lo ha assunto solo nel 1970, quando venne ripubblicata su Topolino sul numero 748.

## La storia
L'avventura rientra nella serie di storie di Barks denominate ten pages, poiché il loro svolgimento era di 10 pagine.
La storia segna la seconda apparizione del personaggio di Archimede Pitagorico dopo la sua comparsa nell'avventura Paperino e l'amuleto del cugino Gastone del 1952.